# Le Pêcheur dans le torrent
Le Pêcheur dans le torrent je francouzský němý film z roku 1897. Režisérkou je Alice Guy (1873–1968). Jedná se o jeden z jejích prvních filmů.
Film byl natočen ve stejný den a na stejném místě jako snímek Baignade dans un torrent. Zápletka tohoto filmu byla však silně ovlivněna snímkem L'Arroseur arrosé.

## Děj
Oblečený chlapec, sedící na balvanu, si užívá rybaření. Jeden chlapec v plavkách ho překvapí a shodí ho vody, přičemž sám do ní taky spadne. Chlapci se začnou rvát a do jejich souboje vstoupí další dva kluci v plavkách, kteří sestoupí ze skály.